# Acute referentiedosis
De acute referentiedosis (ARfD) is een schatting van de hoeveelheid van een stof in voedsel of drinkwater die men binnen 24 uur kan innemen zonder noemenswaardige gezondheidseffecten. Dit is een andere – in de regel veel hogere – waarde dan de aanvaardbare dagelijkse inname (ADI), waarbij de veilige continue (levenslange) dosering wordt vastgesteld. De ARfD wordt meestal weergegeven in milligram per kilogram lichaamsgewicht.
Bij zowel ARfD als ADI houdt de Europese Autoriteit voor Voedselveiligheid (EFSA) in de regel rekening met een veiligheidsfactor van 100 tussen afgeleide waarden en de toxicologische effectwaarden die in proefdierstudies zijn gevonden. Deze factor 100 is opgebouwd uit een factor 10 voor mogelijke verschillen tussen mensen en proefdieren, en een factor 10 voor individuele verschillen tussen mensen onderling. Een andere veiligheidsfactor dan 100 kan aangehouden worden als er onzekerheid bestaat over de toxicologische effectwaarden die in proefdierstudies zijn gevonden.